# Lou Ferrigno
Louis Jude Ferrigno Sr. (Brooklyn, Nueva York, 9 de noviembre de 1951) es un culturista profesional y actor estadounidense retirado. Es conocido fundamentalmente por la serie de televisión El increíble Hulk.

## Biografía
Ferrigno proviene de una familia estadounidense con ascendencia italiana. Es hijo de un teniente del Departamento de Policía de Nueva York, quien según Lou también era halterófilo. A la edad de tres años, sufrió una infección de oído y perdió el 80 % de su capacidad auditiva. Comenzó a levantar pesas a los trece años, tomando como modelo al culturista Steve Reeves. Después de su graduación en 1969, Lou comenzó a ganar varios premios de torneos de culturismo como Míster Universo y Míster América.
En 1974 compitió en el concurso Mister Olympia y un año después participó en el documental Pumping Iron, junto con Arnold Schwarzenegger. En su mejor época, medía 1,96 m y pesaba 138 kg. Debido a su gran tamaño, fue elegido para la serie El Increíble Hulk o El hombre increíble, que duró desde 1978 hasta 1982.

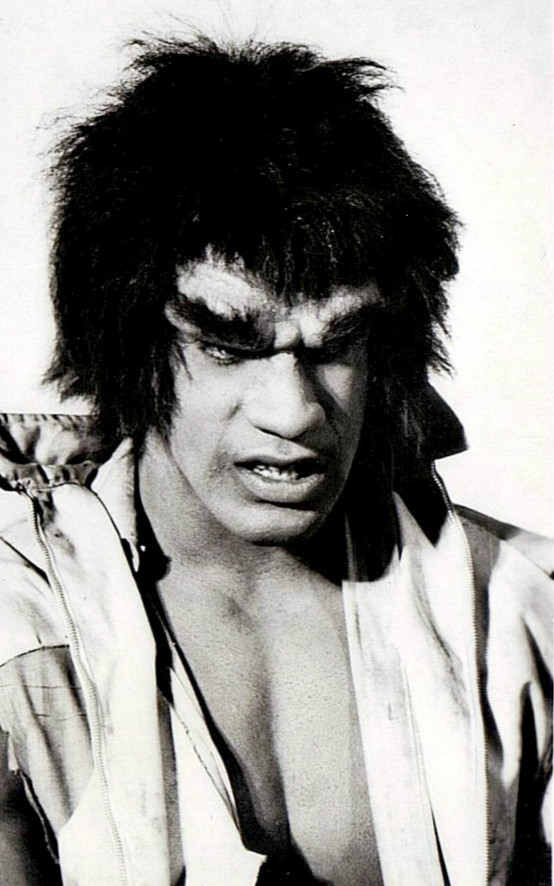
Lou Ferrigno interpretando a Hulk en la serie, en 1977.

En 1983 protagonizó la película El desafío de Hércules. A comienzos de los años noventa, volvió a competir como culturista en el concurso Mister Olympia.
En junio de 2003, comenzó a trabajar como policía en la reserva de la ciudad de Los Ángeles, California, con veinte horas de servicio al mes. Apareció brevemente en la película Hulk (2003), como vigilante de seguridad, y en The Incredible Hulk (2008), nuevamente como guardia de seguridad y realizó la voz de Hulk.
En el año 2012, Lou sorprendió a todos los seguidores del universo Marvel al prestarle la voz al ahora digitalizado Hulk en Los Vengadores y repitió su papel en el año 2015 en Avengers: Age of Ultron. En 2014 actúa en la película de ficción Las vengadoras de Grimm, interpretando el papel del hombre de metal.

## Filmografía
| Año       | Título                       | Papel                             | Notas |
| --------- | ---------------------------- | --------------------------------- | ----- |
| 1978-1982 | The Incredible Hulk          | Hulk                              |       |
| 1983      | El desafío de Hércules       | Hércules                          |       |
| 1983      | Trauma Center                | Paramédico                        |       |
| 1985      | Las aventuras de Hércules    | Hércules                          |       |
| 1988      | The Incredible Hulk Returns  | Hulk                              |       |
| 1988      | Guerrero del desierto        | Zerak                             |       |
| 1989      | El juicio del increíble Hulk | Hulk                              |       |
| 1989      | Sinbad of the Seven Seas     | Sinbad                            |       |
| 1989      | The cage                     | Billy Thomas                      |       |
| 1990      | La muerte del increíble Hulk | Hulk                              |       |
| 1994      | The cage II                  | Billy Thomas                      |       |
| 1995      | The Misery Brothers          | Quazzie                           |       |
| 2003      | Hulk                         | Guardia de seguridad              | Cameo |
| 2008      | The Incredible Hulk          | Voz de Hulk, guardia de seguridad | Cameo |
| 2009      | I Love You, Man              | El mismo                          |       |
| 2012      | The Avengers                 | Voz de Hulk                       |       |
| 2014      | Star Trek Continues          | Zaminhon                          |       |
| 2015      | Sharknado 3: Oh Hell No!     | Agente Banner                     |       |
| 2015      | Avengers: Age of Ultron      | Voz de Hulk                       |       |
| 2017      | Thor: Ragnarok               | Voz de Hulk                       |       |
| 2017      | Muerte súbita                | Jhon Bradley                      |       |
| 2019      | Avengers: Endgame            | Voz de Hulk                       |       |

## Competiciones
- Ganó el concurso Mr. América en 1971 y 1973, y quedó segundo en 1972.
- Participó en varios torneos del Mr. Olympia. En 1974 quedó 2.º; en 1975, 3.º; en 1992, 12.º, y, en 1993, 10.º.
- Además del culturismo, participó en 1977 en la competición de El Hombre Más Fuerte del Mundo y quedó en cuarto lugar, lo que demostró que también era un strongman.